# Juni 1999
Dit artikel geeft een chronologisch overzicht van alle belangrijke gebeurtenissen per dag in de maand juni van het jaar 1999.

## Gebeurtenissen

### 2 juni
- The Rolling Stones treden op in het Stadspark in Groningen. Met ruim 75.000 bezoekers, die ieder 90 gulden betalen voor een kaartje, is dit het grootste popconcert ooit in Groningen gehouden.

### 5 juni
- In de eerste van twee onderlinge oefenduels speelt het Nederlands voetbalelftal met 1-1 gelijk tegen Brazilië. Patrick Kluivert en Peter van Vossen scoren voor Oranje in Nazaré. PSV-verdediger André Ooijer maakt als invaller zijn debuut voor de ploeg van bondscoach Frank Rijkaard.

### 8 juni
- In het tweede onderlinge oefenduel verliest het Nederlands voetbalelftal met 3-1 van Brazilië. Pierre van Hooijdonk scoort voor Oranje in het Estádio Serra Dourada. Vitesse-doelman Sander Westerveld debuteert voor de ploeg van bondscoach Frank Rijkaard.

### 9 juni
- Joegoslavië en de NAVO tekenen een vredesverdrag.

### 10 juni
- De NAVO schort haar luchtaanvallen op nadat Slobodan Milošević ermee akkoord gaat zijn troepen terug te trekken uit Kosovo. De volgende dagen proberen Britse en Russische troepen als eerste Pristina te bezetten.

### 13 juni
- Parlementsverkiezingen in België, ditmaal gecombineerd met de verkiezingen voor het Europees Parlement.

### 16 juni
- Thabo Mbeki wordt de nieuwe president van Zuid-Afrika.
- Op de nieuwste FIFA-wereldranglijst bezet Brazilië de eerste plaats, gevolgd door Frankrijk en Tsjechië.

### 18 juni
- Regeringen van 29 Europese staten ondertekenen de Bolognaverklaring om de uitwisseling in het hoger onderwijs te bevorderen.

### 19 juni
- In Brisbane verliezen de Nederlandse hockeysters in de finale van de strijd om de Champions Trophy met 3-2 van gastland en titelverdediger Australië.
- Turijn (Italië) wordt gekozen als gaststad voor de Olympische Winterspelen 2006.

## Overleden
<< · januari · februari · maart · april · mei · juni · juli · augustus · september · oktober · november · december · >>